# Dolmen von Azután

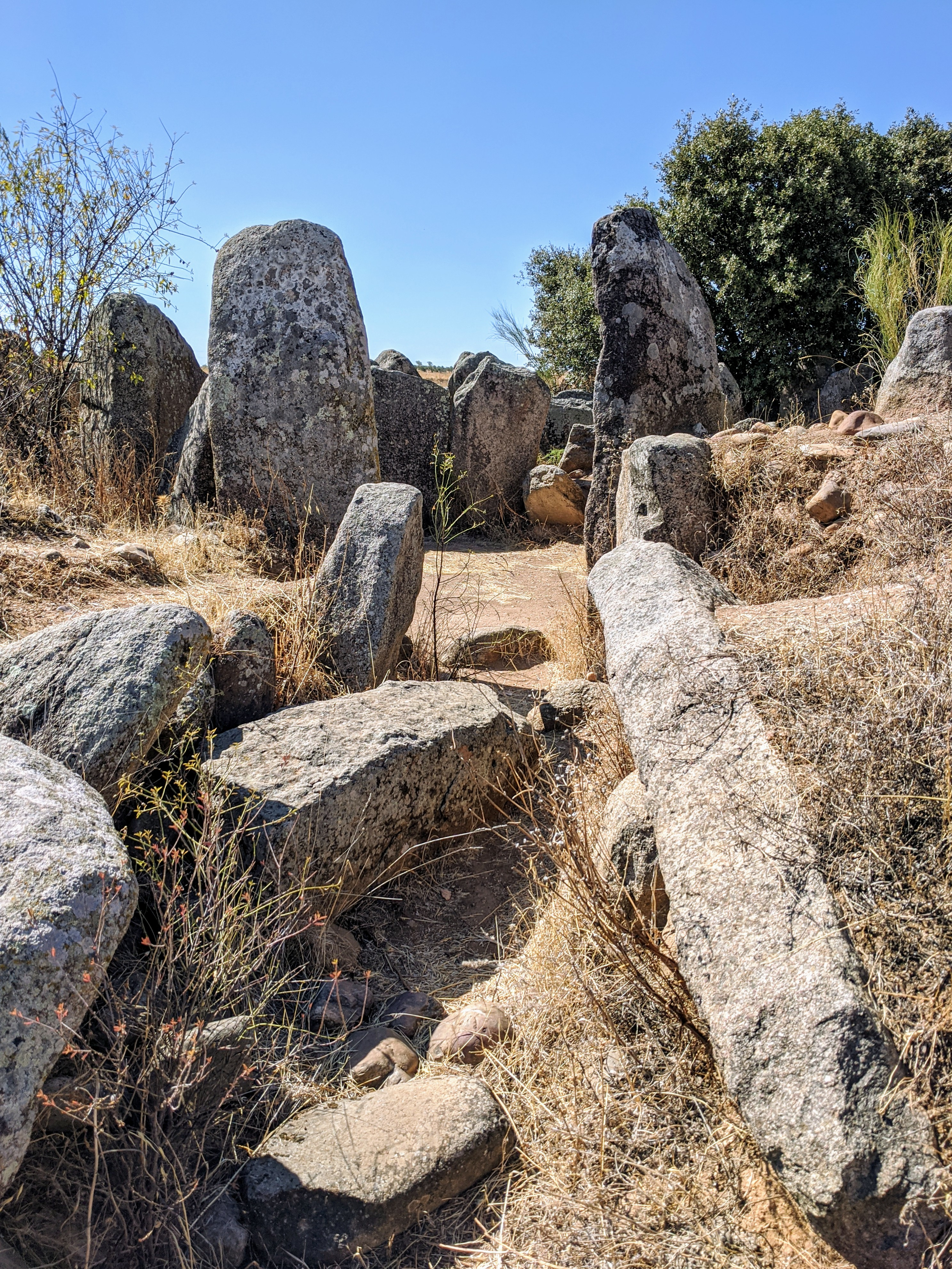
Dolmen von Azután

Der Dolmen von Azután liegt im Weiler Azután, südöstlich von El Puente del Arzobispo am Tejo in der Meseta Sur im äußersten Westen der Provinz Toledo in Spanien.
Der Dolmen von Azután war der erste im Inneren des Landes, der Radiokarbondaten lieferte, die es erlaubten, die Population des mittleren und späten Neolithikums im zentralen Spanien chronologisch und kulturell zu erfassen und ihre Verbindung zu den Megalithanlagenerbauern an den Rändern der Halbinsel im Norden, Süden und Westen zu ermitteln.
Die Megalithanlage gehört zu einer Gruppe runder Dolmen (wie Carmonita, Castillo oder Cerro de la Barca; alle in der Provinz Badajoz) im Westen Spaniens. Der mehr als 6000 Jahre alte Dolmen mit den Resten eines langen Ganges hat einen Durchmesser von mehr als 12,0 Metern. Kammer und Gang sind aus großen Orthostaten erstellt. Die beiden höchsten am Zugang überschreiten die Höhe von 2,0 Metern.
Der Dolmen wurde von Anfang der 1980er Jahre bis 2001 teilausgegraben. Auf der linken Seite waren Reste einer Nebenkammer zu erkennen, die darauf hindeuten, dass er rechts eine weitere Kammer besaß. Der Dolmen wurde vom Mittelneolithikum bis zum Chalkolithikum (von der Glockenbecherkultur) genutzt.

Dolmen von Azután
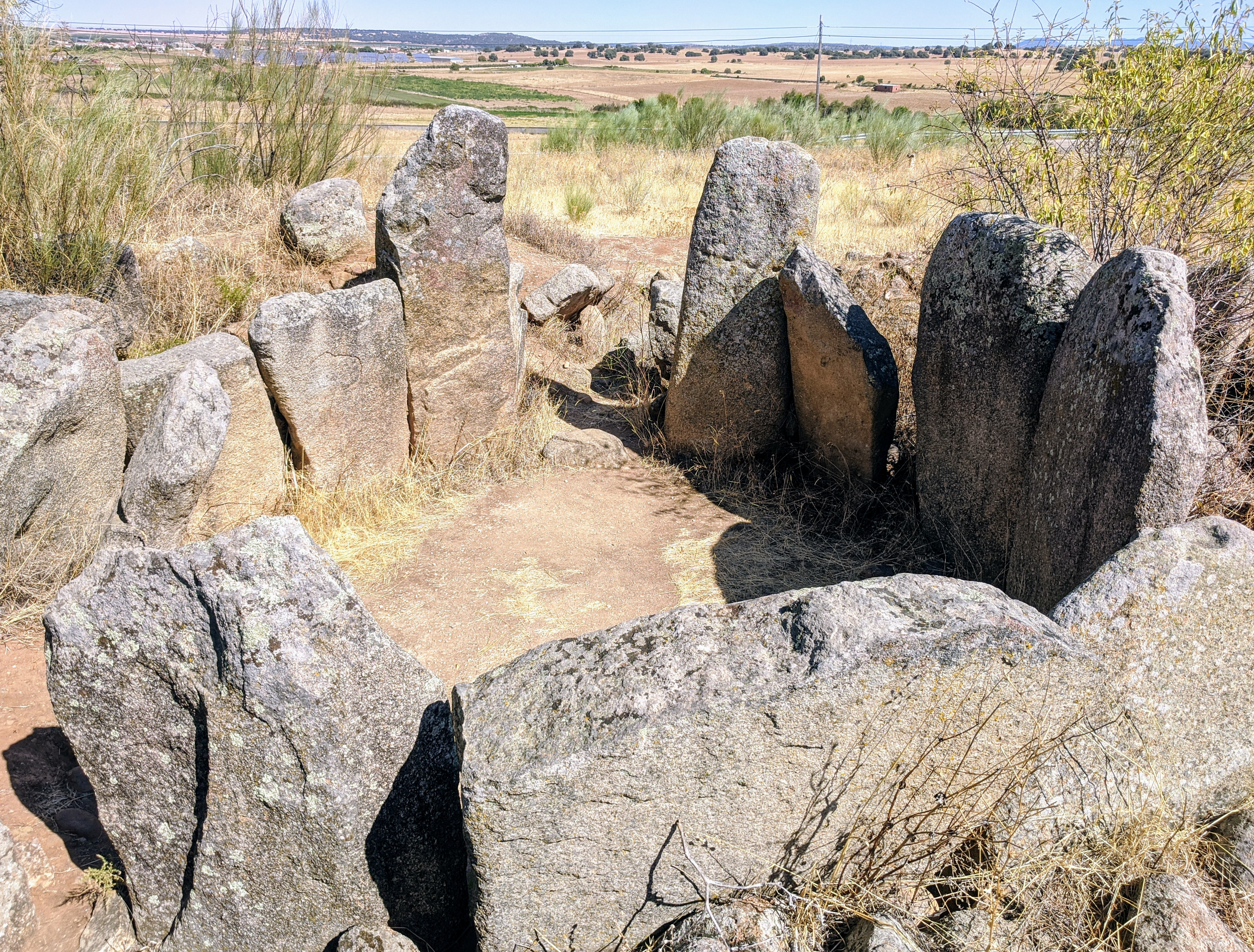
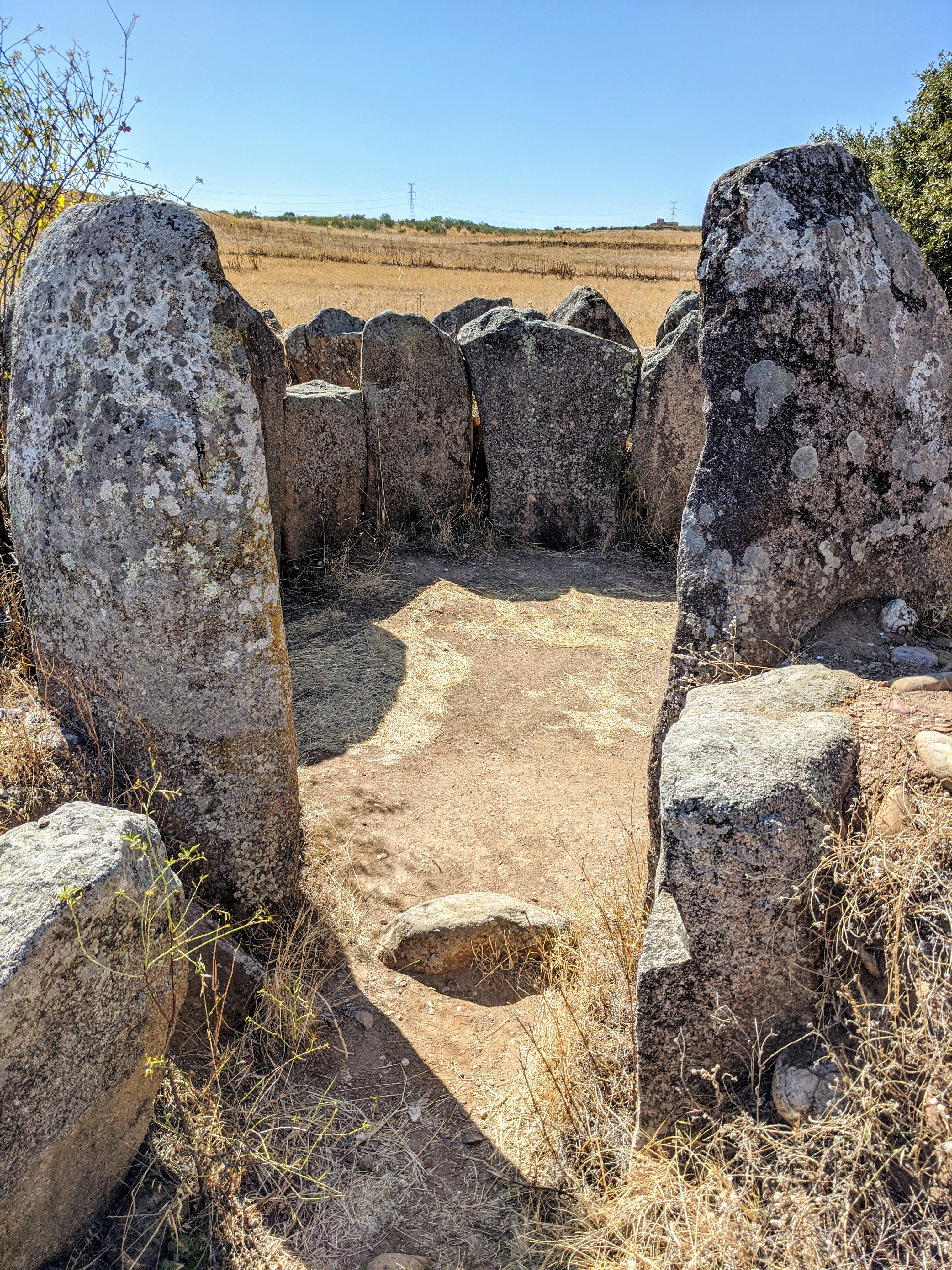
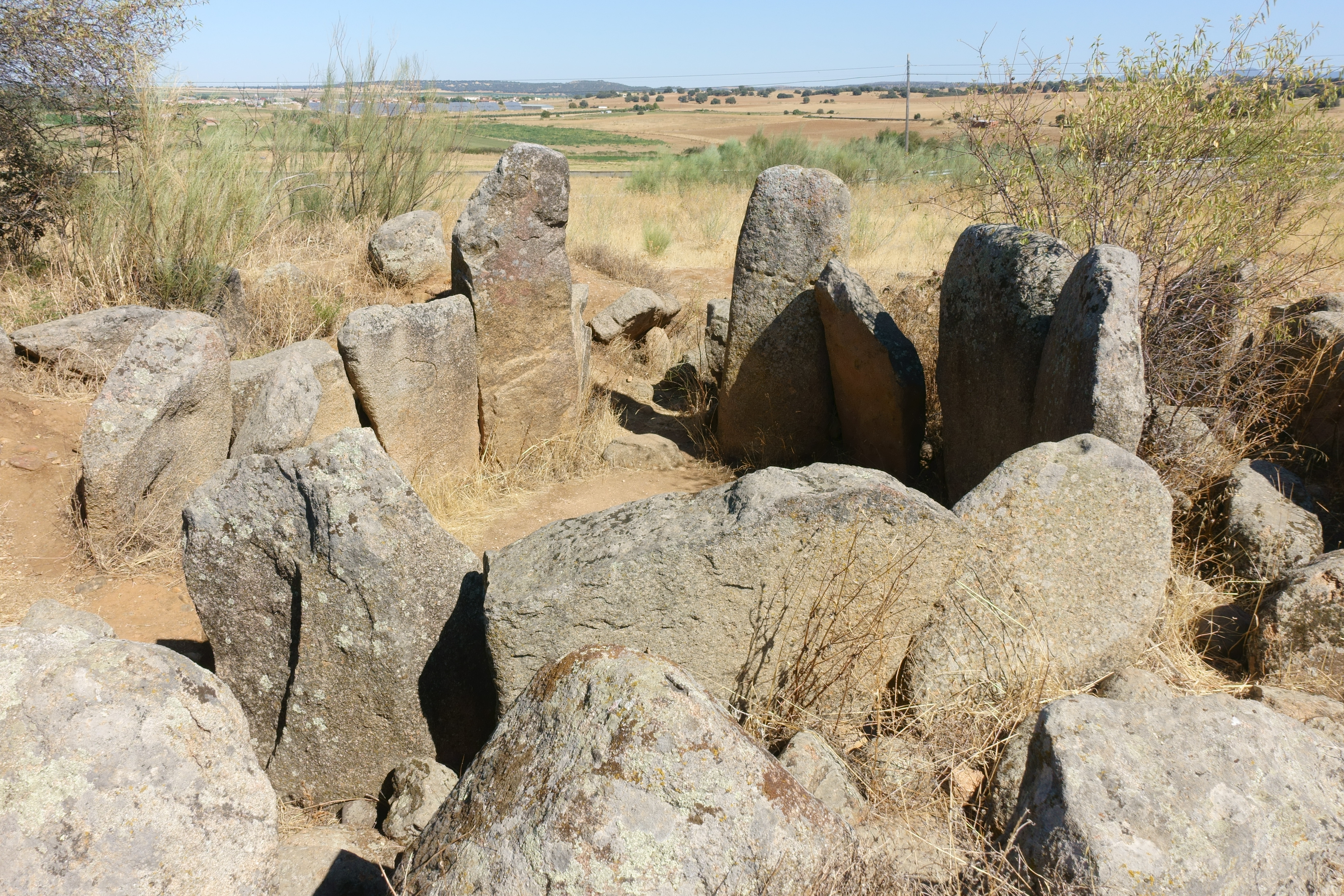
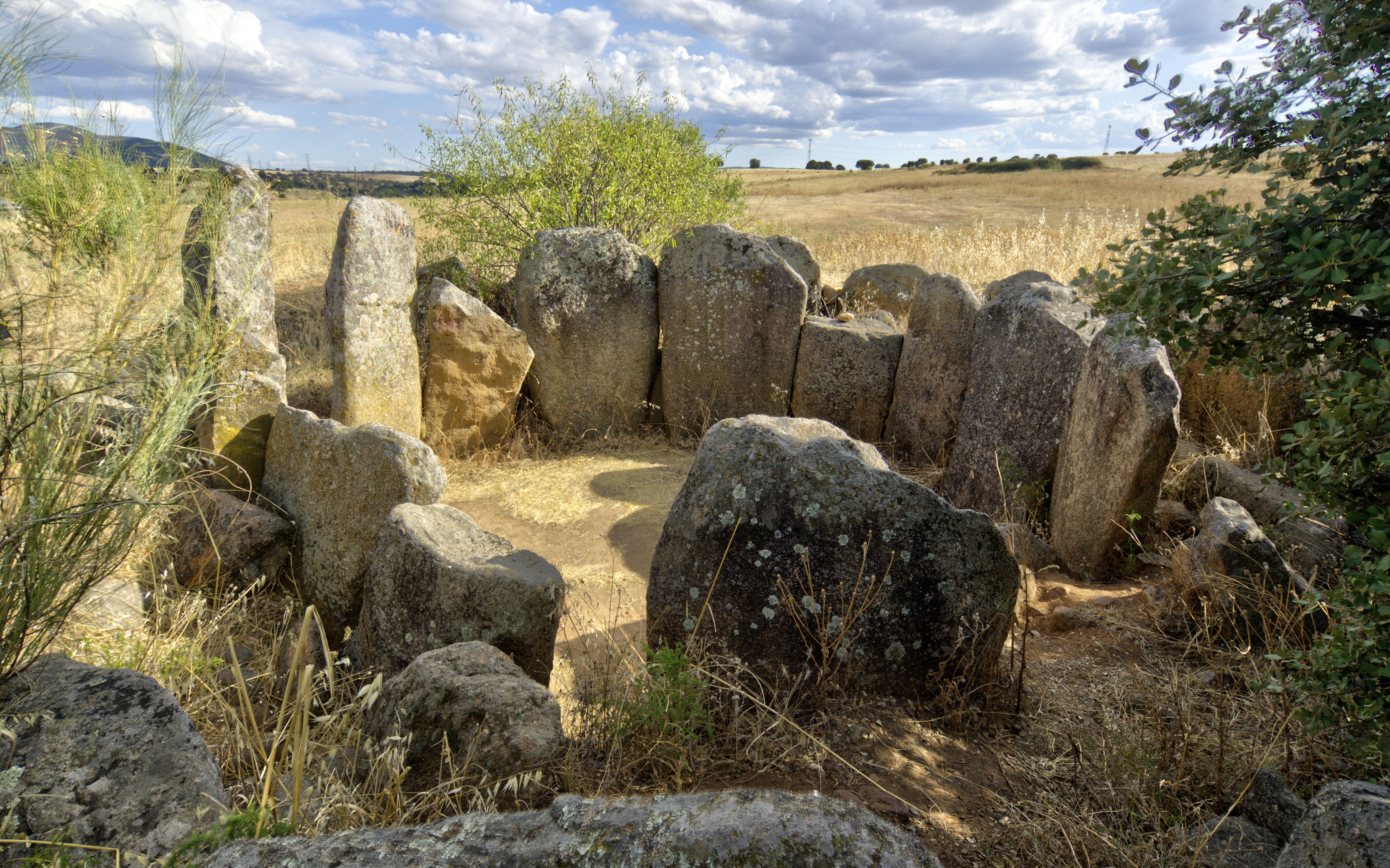